# Apple Books
Apple Books（前稱iBooks）是苹果公司推出的一套专用于 Apple 设备上的电子书（包括有聲電子書）阅读软件。iBooks最早于2010年1月17日与iPad一起发布，并于4月份iPad上市时同时面世。iOS4发布时宣布支持iPhone/iPod touch。2013年11月15日 iBooks 针对 iOS 7 进行了更新，全新的设计十分精美，意味着苹果将 iOS 全面步入扁平化。
最初苹果公司宣布iBooks只在美国发布，后来随着iPad在海外的销售陆续在英国、澳大利亚、加拿大、法国、德国、意大利、日本、西班牙和瑞士发布。同时iBooks也在2010年5月于中国大陆的App Store上线，而iPad在中国大陆销售則在4个月之后，但2016年4月中国大陆区的iBooks在基於法律要求下关闭。
在iOS 8正式版发布后，iBooks预装在该系统内，用户无须另外在App Store购买并下载安装。
2018年6月4日，苹果宣布将iBooks更名为Apple Books，并重新设计了其iOS端软件界面。

## 概说
最初，iBooks只可以支持EPUB格式的电子书。iOS4发布的时候开始支持PDF格式。用户可以在苹果官方的iBookstore购买并下载epub格式的电子书，也可以将自己下载或制作的电子书透过iTunes同步到iOS设备上。
Apple Books拥有华丽的特效。如类似真实书籍的翻页过场效果，甚至让翻开的书页随着用户翻页的手指移动。可惜这些特效在iOS 11裡被去掉了，而阅读PDF的功能裡则干脆没有任何特效。
Apple Books还可以透过iPad裡内建的VoiceOver功能朗读epub格式电子书的全文或选定的段落。
此外，用户还可以在自己的不同iOS设备间透过iCloud同步Apple Books的书签等訊息。
Apple Books亦支持书签、字体类型和大小调整、亮度调整和全文搜索等功能。

## iBookstore
iBookstore是iBooks购买图书的主要渠道。它与iBooks一同发布及上线。iBookstore除了支持传统的出版商出版书籍方式之外，还允许独立的作者直接在iBookstore上直接发布自己的作品。iBookstore采取和App Store类似的分成方式。
iBookstore在上线时就已经获得了包括企鹅图书在内的很多大出版商的鼎力支持。同时，iBookstore还提供数万本来自古腾堡计划的免费电子图书。在某些地区这是唯一在销售的图书。
有人预言iBookstore将会严重冲击Amazon Kindle的市场。但也有人表示iBookstore的销量还远不及Amazon。
早期每一个新的iBookstore用户都可以获赠一本免费的《小熊维尼》(Winnie the Pooh)的故事书。选择赠送这本书可能是因为苹果的CEO史蒂夫·乔布斯同时也是迪士尼公司（小熊维尼的版权所有者）的董事会成员之一。不过在最初的iBooks版本中存在一个Bug，导致有的读者在赠书的过程中被扣除了书款，这在一些地区引起了一些不满。苹果在1.0.1版中修复了这个错误。
2012年1月，苹果发布了专门用于创建和编辑iBooks电子书的软件iBooks Author。这是一个OS X专属的免费软件，可以完成从创建电子书到发布的全过程。

iBooks在iPod touch上的界面

## 支持
2010年4月8日，苹果公司宣布iBooks将会更新，以支持使用iOS4的iPhone和iPod touch。但是因为系统支持问题iBooks将不会出现在第一代iPhone和iPod touch上。尽管苹果后来发布了一些修补措施，但是iBooks在iPhone 3G和iPod touch 2G上的运行效率一直都很低。
尽管epub和pdf都是适合在电脑上观看的文件格式，苹果一直未对他提供Mac平台上的支持。直到iBooks发布三年后的2013年6月10日，苹果方才于WWDC上宣布，iBooks将从OS X Mavericks起支持Mac平台。